# NN-239
La carretera NN‑239 es una vía departamental secundaria que conecta el empalme de La Fuente (La Paz Centro, Managua) con El Barro, en el límite municipal entre La Paz Centro y Larreynaga. Recorre aproximadamente 25.86 km en dos tramos no pavimentados, operables en todo tipo de clima .

## Trazado y cruces
La siguiente tabla muestra su recorrido, localidades y principales conexiones:
| km    | Localidad         | Departamento | Conexión / Ruta |
| ----- | ----------------- | ------------ | --------------- |
| 0.0   | Empalme La Fuente | Managua      | NN 238          |
| 10.31 | El Portillo       | Managua      |                 |
| 25.86 | El Barro          | León         |                 |

## Coordenadas
Uno de los tramos de la NN‑239 puede ser ubicado cerca de El Portillo con coordenadas aproximadas: 12°23′46″N 86°39′00″O / 12.3960, -86.6500